# Brancourt-le-Grand Military Cemetery
Brancourt-le-Grand Military Cemetery is een Britse militaire begraafplaats met gesneuvelden uit de Eerste Wereldoorlog, gelegen in de Franse plaats Brancourt-le-Grand in het departement Aisne. De begraafplaats werd ontworpen door George Goldsmith en ligt in het veld achter enkele huizen op 375 meter ten zuidoosten van het dorpscentrum. Ze is vanaf de Rue de Capelle bereikbaar langs een pad van 75 meter. Het terrein heeft een rechthoekig grondplan met een oppervlakte van 306 m² en is omgeven door een bakstenen muur. Het Cross of Sacrifice staat achteraan tegen de zuidelijke muur. Er worden 42 doden herdacht.

## Geschiedenis
Het dorp werd op 8 oktober 1918 door de 30th American Division en de 301st American Tank Battalion veroverd. De begraafplaats werd in oktober van dat jaar aangelegd achter de toen aanwezige Duitse begraafplaats die later ontruimd werd en van waar men 3 Britse slachtoffers naar hier overbracht. 
Er liggen nu 42 Britten begraven. Voor 1 slachtoffer werd een Special Memorial opgericht omdat zijn graf op de Duitse begraafplaats niet meer werd gevonden. Een Amerikaanse gesneuvelde werd naar elders overgebracht.

## Onderscheiden militairen
- James Lyell Tombazis, onderluitenant bij de Sherwood Foresters (Notts and Derby Regiment) werd onderscheiden met de Distinguished Service Order en het Military Cross (MC). Hij was 19 jaar toen hij op 8 oktober 1918 sneuvelde.
- William Marsh, korporaal bij het Essex Regiment werd onderscheiden met de Military Medal (MM).